# HIP 14810 c
HIP 14810 c (بالإنجليزية: HIP 14810 c)‏ هو كوكب خارج المجموعة الشمسية، في كوكبة الحمل (كوكبة)، يتبع HIP 14810 ‏.

## الاكتشاف
اكتشف في 2006.